# Stazione meteorologica di Siviglia
La stazione meteorologica di Siviglia è la stazione meteorologica di riferimento per il servizio meteorologico spagnolo e per l'Organizzazione Mondiale della Meteorologia, relativa alla città di Siviglia.

## Coordinate geografiche
La stazione meteorologica è situata in Spagna, in Andalusia, nella provincia di Siviglia, nel comune di Siviglia, a 31 metri s.l.m. e alle coordinate geografiche 37°24′N 5°54′W.

## Dati climatologici
Secondo i dati medi del trentennio 1961-1990, la temperatura media del mese più freddo, gennaio, si attesta a +10,6 °C, mentre quella del mese più caldo, luglio, è di +28,2 °C.

Le precipitazioni medie annue sono inferiori ai 550 mm, distribuite mediamente in 65 giorni, con un moderato picco in autunno-inverno un minimo estivo molto accentuato.
| Siviglia            | Mesi | Mesi | Mesi | Mesi | Mesi | Mesi | Mesi | Mesi | Mesi | Mesi | Mesi | Mesi | Stagioni | Stagioni | Stagioni | Stagioni | Anno  |
| Siviglia            | Gen  | Feb  | Mar  | Apr  | Mag  | Giu  | Lug  | Ago  | Set  | Ott  | Nov  | Dic  | Inv      | Pri      | Est      | Aut      | Anno  |
| ------------------- | ---- | ---- | ---- | ---- | ---- | ---- | ---- | ---- | ---- | ---- | ---- | ---- | -------- | -------- | -------- | -------- | ----- |
| T. max. media (°C)  | 16   | 18,1 | 21,9 | 23,4 | 27,2 | 32,2 | 36,0 | 35,5 | 31,7 | 26,0 | 20,2 | 16,6 | 16,9     | 24,2     | 34,6     | 26,0     | 25,4  |
| T. min. media (°C)  | 5,7  | 7,0  | 9,2  | 11,1 | 14,2 | 18,0 | 20,3 | 20,4 | 18,2 | 14,4 | 10,0 | 7,3  | 6,7      | 11,5     | 19,6     | 14,2     | 13,0  |
| Precipitazioni (mm) | 65,7 | 49,9 | 35,8 | 54,0 | 30,5 | 9,9  | 2,4  | 5,3  | 26,9 | 68,3 | 91,1 | 99,0 | 214,6    | 120,3    | 17,6     | 186,3    | 538,8 |
| Giorni di pioggia   | 6,1  | 5,8  | 4,3  | 6,1  | 3,7  | 1,3  | 0,2  | 0,5  | 2,4  | 6,1  | 6,4  | 7,5  | 19,4     | 14,1     | 2,0      | 14,9     | 50,4  |

## Temperature estreme mensili dal 1951 in poi
Nella tabella sottostante sono indicate le temperature estreme mensili registrate dal 1951 in poi con il relativo anno in cui sono state registrate. La temperatura massima assoluta finora registrata è di +46,6 °C e risale al 23 luglio 1995, mentre la temperatura minima assoluta finora rilevata è di -5,5 °C ed è datata 12 febbraio 1956.
| Siviglia (1951-2023)  | Mesi        | Mesi        | Mesi        | Mesi        | Mesi        | Mesi        | Mesi        | Mesi        | Mesi        | Mesi        | Mesi        | Mesi        | Stagioni | Stagioni | Stagioni | Stagioni | Anno |
| Siviglia (1951-2023)  | Gen         | Feb         | Mar         | Apr         | Mag         | Giu         | Lug         | Ago         | Set         | Ott         | Nov         | Dic         | Inv      | Pri      | Est      | Aut      | Anno |
| --------------------- | ----------- | ----------- | ----------- | ----------- | ----------- | ----------- | ----------- | ----------- | ----------- | ----------- | ----------- | ----------- | -------- | -------- | -------- | -------- | ---- |
| T. max. assoluta (°C) | 24,2 (1959) | 28,0 (1960) | 32,9 (2015) | 36,9 (2023) | 41,0 (2022) | 45,2 (1965) | 46,6 (1995) | 45,9 (2012) | 44,8 (2016) | 36,6 (2004) | 31,2 (2009) | 24,5 (1953) | 28,0     | 41,0     | 46,6     | 44,8     | 46,6 |
| T. min. assoluta (°C) | −4,4 (1967) | −5,5 (1956) | −2,0 (1958) | 1,0 (1958)  | 3,8 (1951)  | 8,4 (1984)  | 11,4 (1954) | 12,0 (1954) | 8,6 (1975)  | 2,0 (1964)  | −1,4 (1971) | −4,8 (1967) | −5,5     | −2,0     | 8,4      | −1,4     | −5,5 |